# 王龍震
王龍震（？—？年），字起一，福建泉州府南安縣民籍，晋江县人。明朝政治人物。

## 生平
天啓元年（1621年）辛酉科福建乡试舉人，崇祯元年（1628年）戊辰科三甲第233名進士，明年授吉水县知县，在任九年，擢御史。